# Polymarchs
Polymarchs, conocido como La Máxima Autoridad Disco, es un icónico sonidero mexicano fundado en 1975 por los hermanos Apolinar, Mary y el sobrino Marco Antonio Silva de la Barrera (más conocido como Tony Barrera), originarios de Puerto Ángel, Oaxaca. Este es reconocido por popularizar el género High Energy, que alcanzó su mayor auge en las décadas de los 80 y 90, aunque su repertorio también incluye otros géneros de música electrónica y de baile; ha llevado su espectáculo más allá de México, presentándose en países como Estados Unidos, Brasil y Argentina. En sus inicios, Polymarchs realizaba presentaciones en los suburbios de la Ciudad de México. Su logotipo y la publicidad del sonidero fueron diseñados por el artista gráfico Jaime Ruelas, quien ayudó a consolidar su identidad visual.
Para celebrar el Año Nuevo 2025, el gobierno de la Ciudad de México organizó un evento a gran escala con la participación de Polymarch, transformando la ciudad en lo que fue descrito como la discoteca más grande del mundo. En el Ángel de la Independencia, miles de asistentes se reunieron para disfrutar de una presentación de música electrónica acompañada de un  show de luces.

## Discografía
- Latino
- Producción 08
- Producción 07
- Producción 04
- Producción 05
- Millennium, 1999
- Producción 98
- Producción 99
- Polymarchs: Tony Barrera: 1963 - 1998
- Polymarchs 99
- Polymarchs 98
- Polymarchs 97
- Polymarchs 96
- Polymarchs 95
- Polymarchs 93
- Polymarchs 92
- Disco de Oro Vol. 1, 1989
- Gigantes Del High Energy Vol. 2, 1987
- Gigantes del High Energy Vol. 1, 1987

## Controversias
La presentación de Polymarchs generó controversia debido al elevado costo de contratación, que ascendió a 12 millones  de pesos, cifra considerablemente superior a la pagada a otros grupos musicales en años anteriores. Además, se señaló un posible conflicto de interés, ya que Apolinar Silva, cofundador de la agrupación, es padre de Paulina Silva, vocera del gobierno encabezado por la presidenta Claudia Sheinbaum.